# Ivor Montagu
Ivor Montagu, nascut Ivor Goldsmid Samuel Montagu (Londres, 23 d'abril de 1904 − Watford, 5 de novembre de 1984) va ser director, productor, guionista i crític de cinema britànic. Va realitzar entre d'altres el documental Wings Over Everest el 1934 i ha estat muntador i productor de diverses pel·lícules d'Alfred Hitchcock.
Era també jugador de tennis de taula, i el president fundador de l'ITTF (Federació internacional de tennis de taula) el 1926. Va ajudar a finançar els primers Campionats del món de tennis de taula a Londres el mateix any. Va ser president de l'ITTF durant 41 anys fins a 1967. Ha estat escollit al Temple de la renommée du tennis de table el 1995.

## Filmografia

### Director
- The Storming of La Sarraz (1929)
- Wings Over Everest (1934)
- Defence of Madrid (1936)

### Productor
- The Man Who Knew Too Much (1934)
- Els trenta-nou graons (1935)
- Secret Agent (1936)

### Guionista
- L'aventura sense tornada (1948)
- King of the Ritz (1933)

## Obres
Va escriure dos llibres sobre tennis de taula, Table Tennis Today (1924) i Table Tennis (1936). Va escriure també pamflets i llibres sobre el cinema: Film World (1964) With Eisenstein in Hollywood (1968) i The Youngest Son (1970).